# Aeroporto de Lhasa Gonggar
O Aeroporto de Lhasa Gonggar de siglas,  (IATA: LXA, ICAO: ZULS) é um aeroporto que serve a cidade de Lhasa, no Tibete, República Popular da China. Ele está localizado cerca de 98 km (cerca de 61 milhas) ao sul de Lhasa a margem sul do rio Yarlung Zangbo. [1]

## Descrição do aeroporto
Lhasa Gonggar está localizado mais de 3500 metros acima do nível do mar tornando um dos maiores aeroportos do mundo. A sua pista, de 4.000 metros, (4374 jardas) é projetado para lidar com grandes aviões no ar fino tibetano. [2] O aeroporto começou a funcionar em 1956 com voos para Pequim e Chengdu que começa março. A recente adição incluiu a ampliação do terminal existente em 2004. 
É também ligado ao resto da China (ver abaixo) que inclui cidades como Pequim, Chengdu, Xangai, Cantão, Hong Kong, Chongqing, Xian, Xining, Kunming, Diqing e Chamdo Região e uma rota internacional conecta Katmandu, Nepal e Lhasa.